# Ярошенко Микола Олександрович
Мико́ла Олекса́ндрович Яроше́нко (1 (13) грудня 1846, Полтава, Полтавська губернія, Російська імперія — 25 червня (7 липня) 1898, Кисловодськ, Російська імперія) — російський маляр-жанрист, передвижник.

## Життєпис
Народився у Полтаві, у сім'ї дворянина військовослужбовця Полтавського кадетського корпусу.
Змалку хотів стати художником. Але батько мріяв про військову кар'єру сина й віддав його до Полтавського кадетського корпусу, який він закінчив у 1863 році й виїхав на навчання до Санкт-Петербурга.
Закінчив Першу Санкт-Петербурзьку військову гімназію та Михайлівську артилерійську академію.
У 1870 році військового інженера, штабскапітана Миколу Ярошенка призначили на Петербурзький патронний завод, де він пропрацював понад двадцять років.
У 1892 році у званні генералмайора вийшов у відставку.
Ярошенко часто приїздив до України, зокрема, в останні роки життя — на Полтавщину та Чернігівщину.
Останні роки його життя і творчості пройшли в Кисловодську, де в 1885 році придбав будинок, так звану «Білу віллу», де жив та працював до самої смерті. Перебуваючи в Кисловодську, до Миколи Ярошенка заходили Дмитро Менделєєв, Микола Дубовський (рос. Дубовско́й), Михайло Нестеров. В останні роки життя, попри важку хворобу, Ярошенко багато мандрував по Росії та за кордоном: був на Волзі, в Італії, Сирії, Палестині та Єгипті. Був почесним громадянином Кисловодська.
Миколо Ярошенко похованний на території місцевого Свято-Микільського собору, що стоїть поруч з його «Білою віллою». На могилі в 1912 році встановли пам'ятник, що його створив Ярошенків товариш, скульптор з Полтавщини Леонід Позен за ескізом художника Михайла Нестерова.
11 березня 1962 року в його відремонтованому та реставрованому будинку було відкрито Будинок-музей його імені.

### Навчання та художня творчість
Ще в кадетському корпусі на нього звернув увагу художник Іван Зайцев.
У Санкт-Петербурзі Микола Ярошенко систематично займався малюнком та живописом під керівництвом Адріяна Волкова.
Відвідував вечірню школу малювання Товариства заохочення художників, а пізніше — вечірні класи Петербурзької академії мистецтв (1867–74). Його вчителем та ідейним керівником був Іван Крамський.
Навчався мистецтва під час студійних подорожей до мистецьких центрів Західної Європи (1880–95), Палестини, Єгипту тощо; з 1874 року часто бував на Кавказі.
1876 року його прийняли до Товариства пересувних художніх виставок, де він був одним із визначних представників. Від 1875 року виставляв свої роботи на його пересувних виставках, а від 1876 року до кінця життя був активним членом і одним із керівників товариства.
За своє творче життя створив понад 400 полотен і понад 1000 малюнків.
Як портретист Ярошенко створив цілу ґалерею портретів визначних людей культури, серед яких Миколи Ґе, Володимира Короленка, Володимира Соловйова. Найвизначніші твори Ярошенка: «Кочегар», «В'язень», «Студент», «Курсистка», «Старе й молоде», «Причини невідомі». Твори на українські теми: «Жид і українець», «Каліки під Києвом», «Жебраки з Києво-Печерської Лаври», «На гойдалці», «Всюди життя» та ін.
Свою мистецьку спадщину Ярошенко заповів рідному містові. Його портрети, пейзажі Кавказу, жанрові картини, етюди та малюнки зберігаються в Полтавському художньому музеї. Його твори також є в музеях різних міст колишнього СРСР: у Кисловодську, Нижньому Новгороді, Ашгабаті, Калузі, Москві, Санкт-Петербурзі, Єкатеринбурзі та ін.

## Галерея

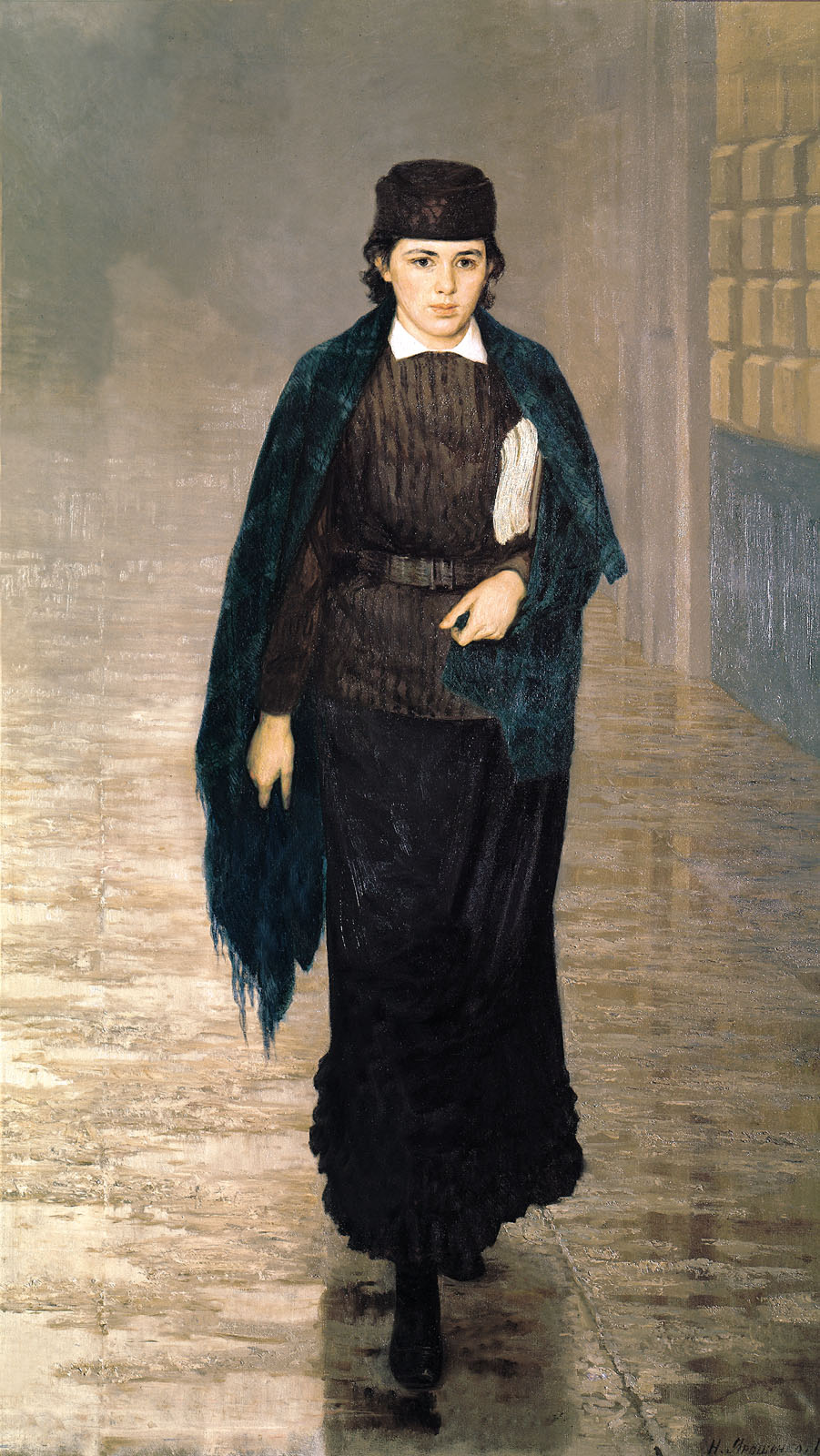
«Курсистка», 1880, Національний музей «Київська картинна галерея»
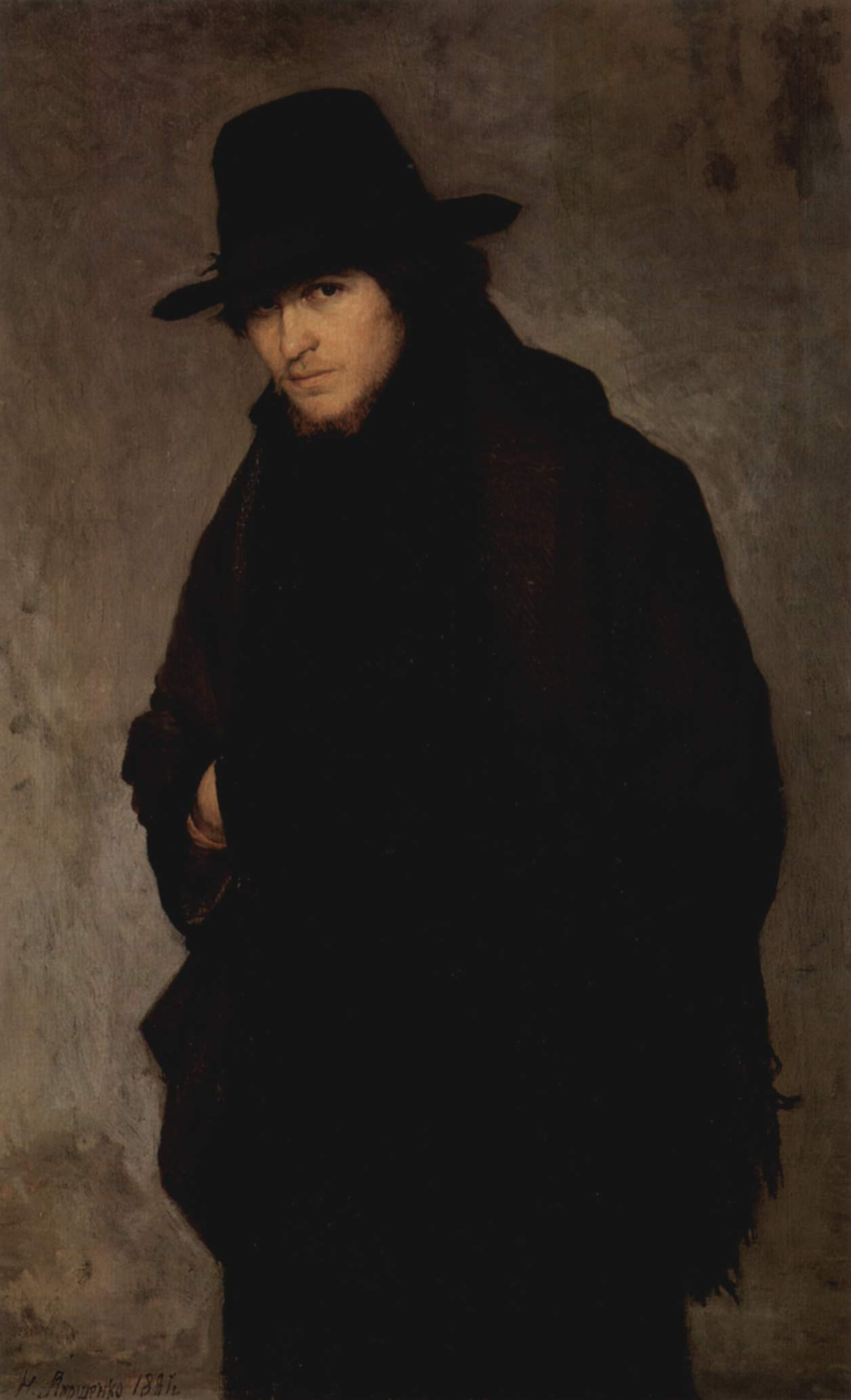
«Студент», Третьяковська галерея, Москва
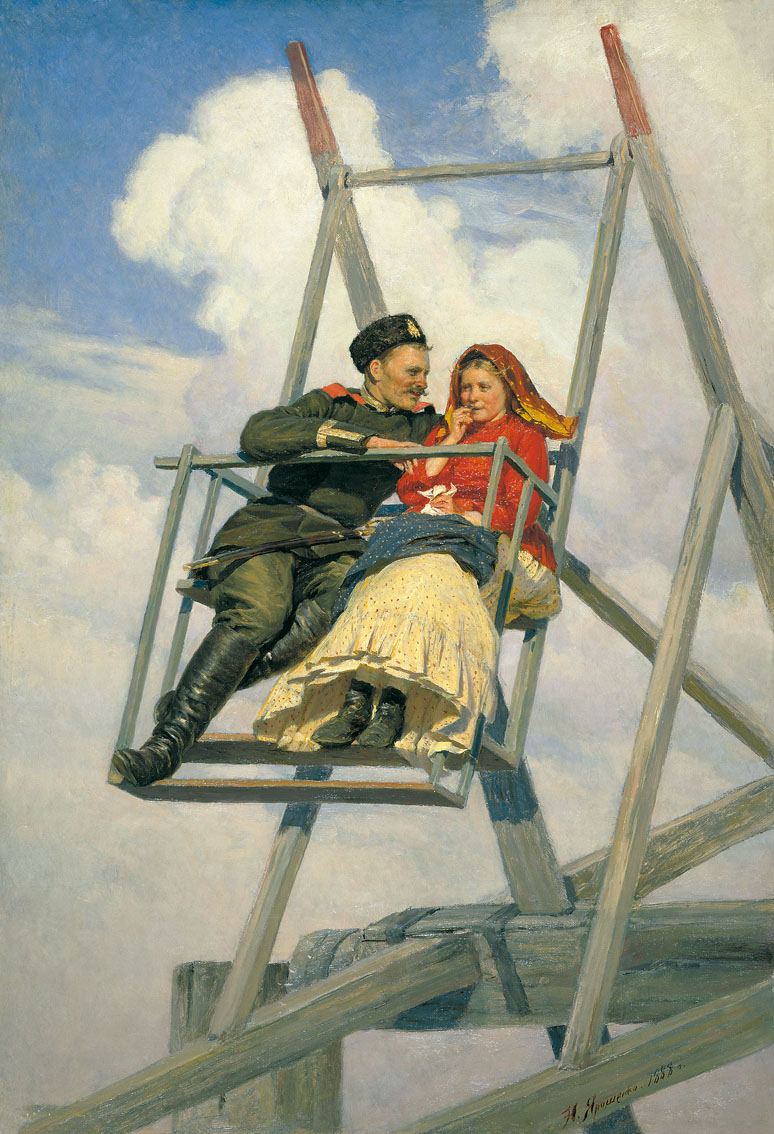
«На гойдалці»
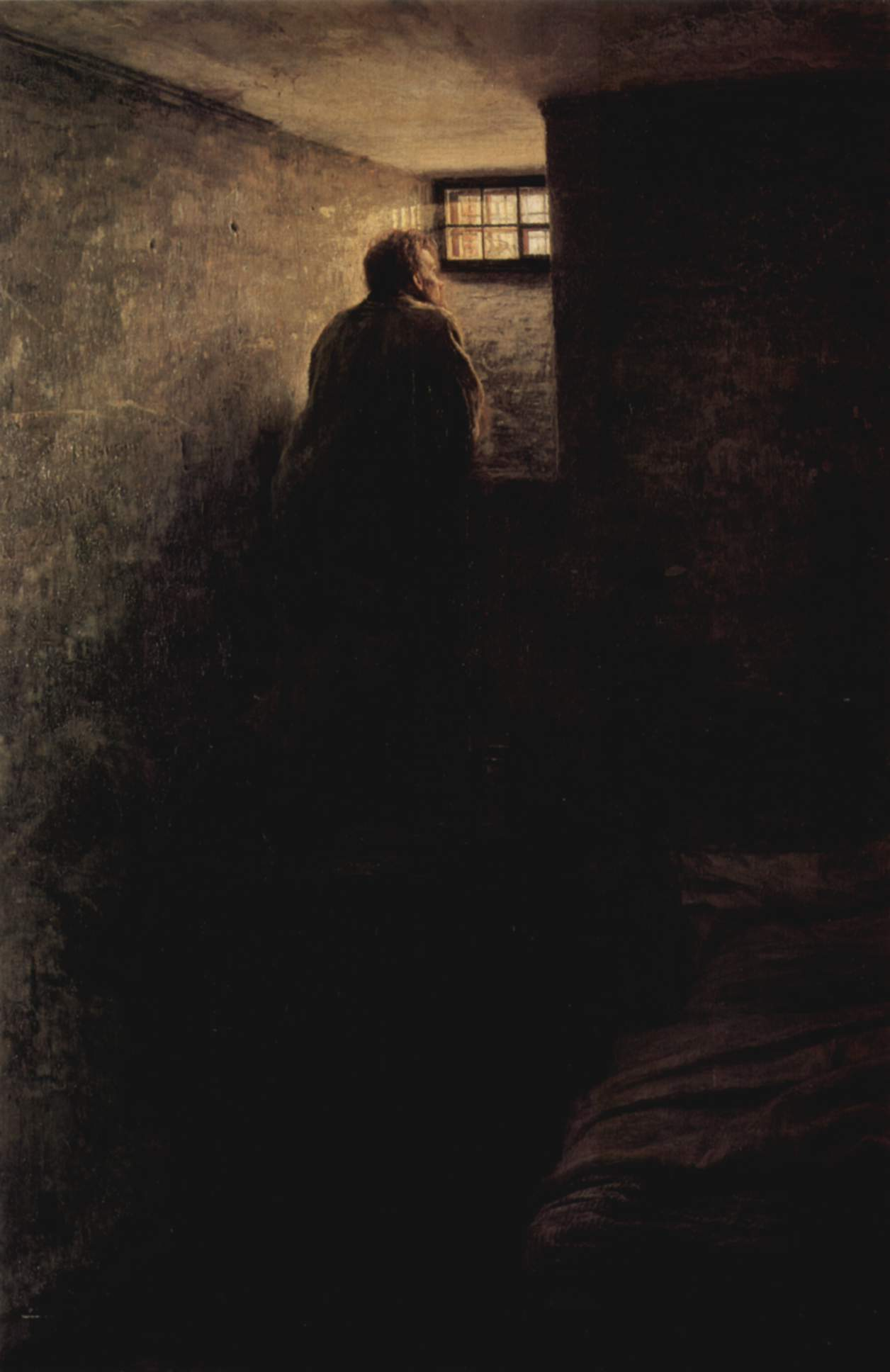
«В'язень»
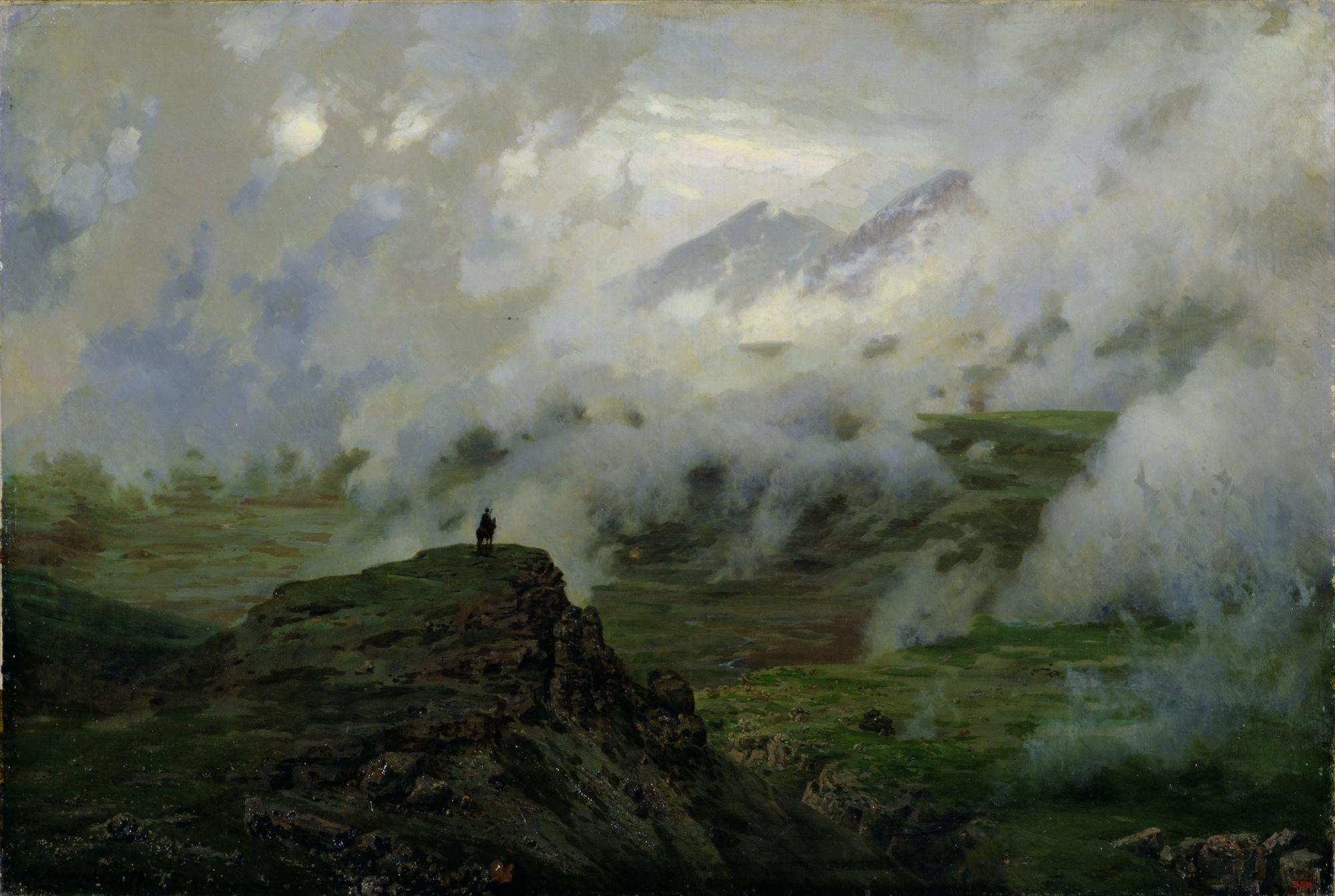
«Гора Ельбрус у хмарах»
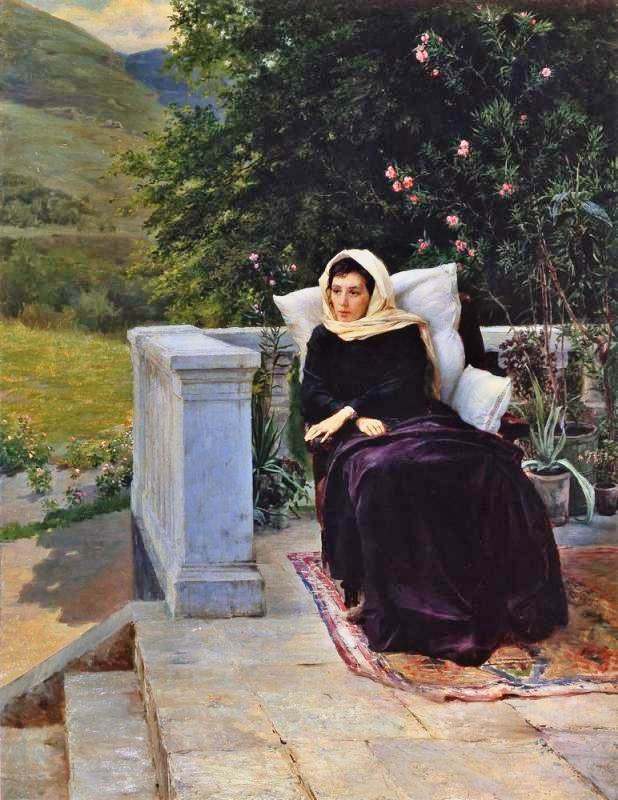
«Остання весна»
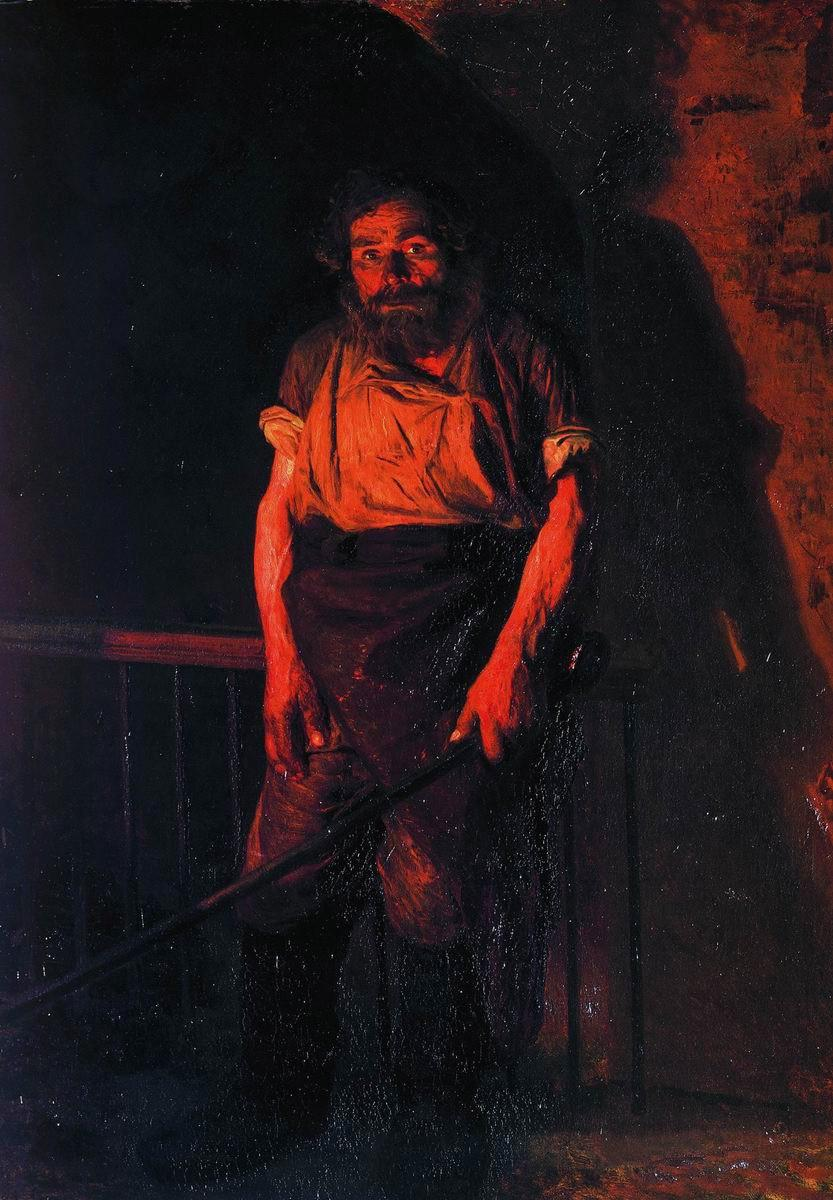
«Кочегар», 1878
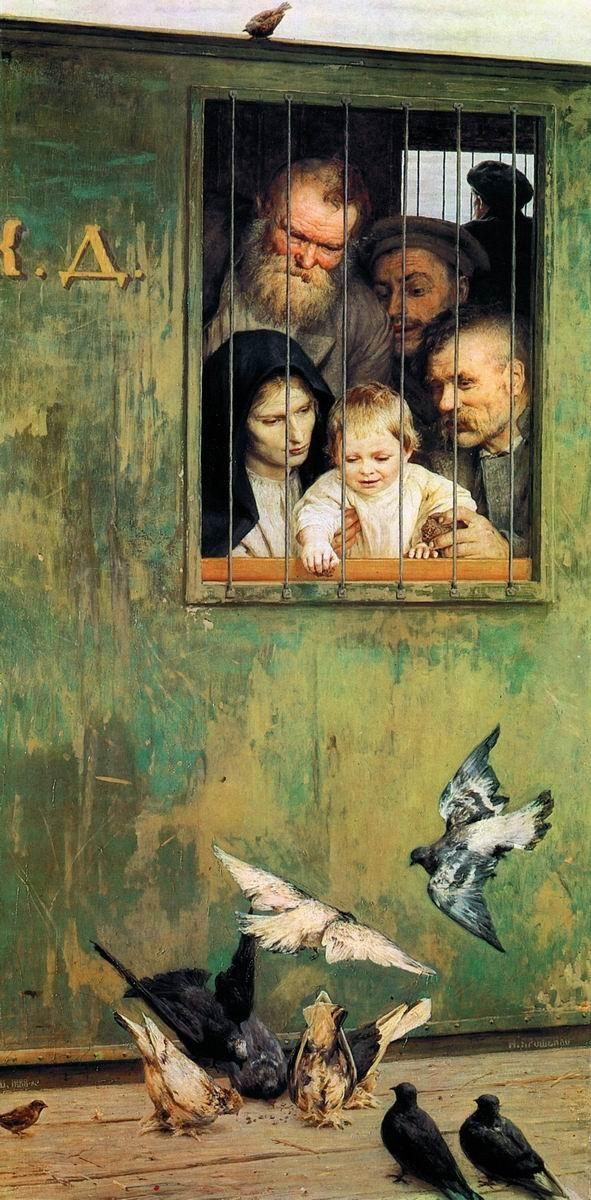
«Всюди життя», 1888, Третьяковська галерея
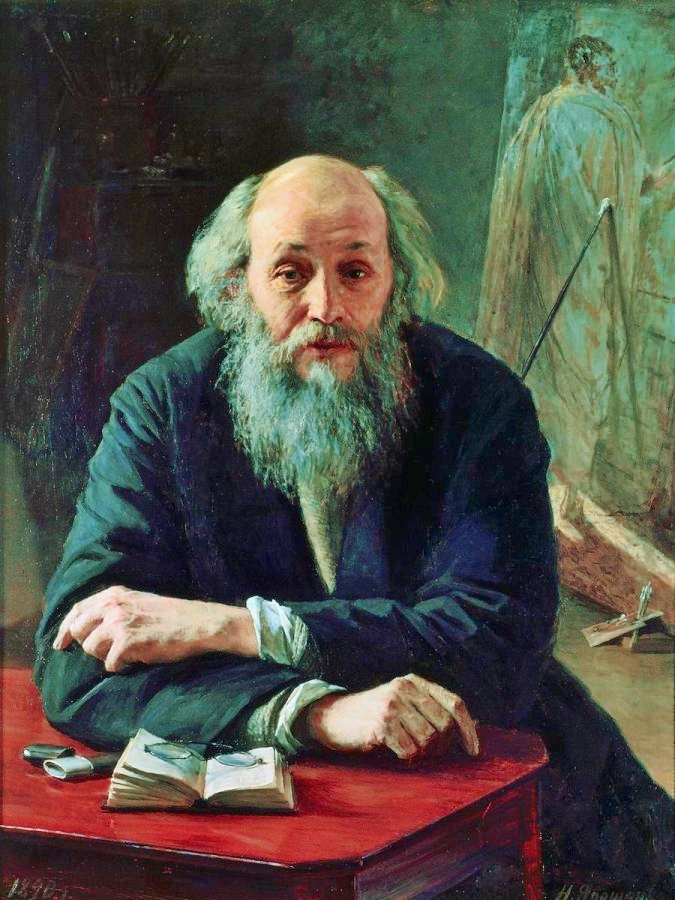
«Портрет художника Миколи Ге», 1890
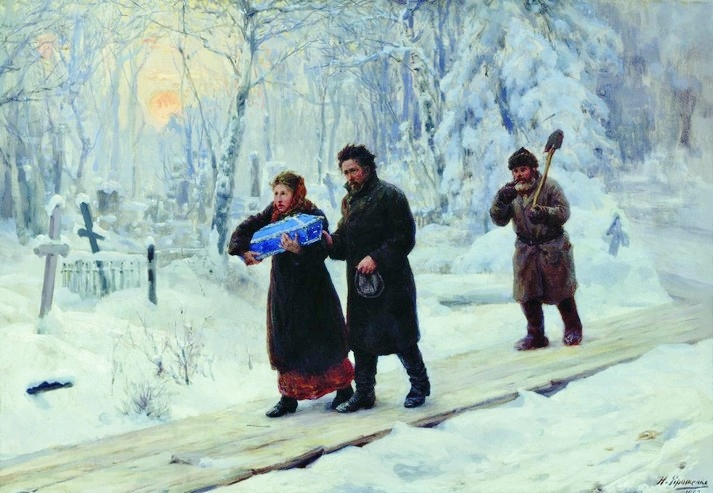
«Похорон первістка», 1893, Харківський художній музей
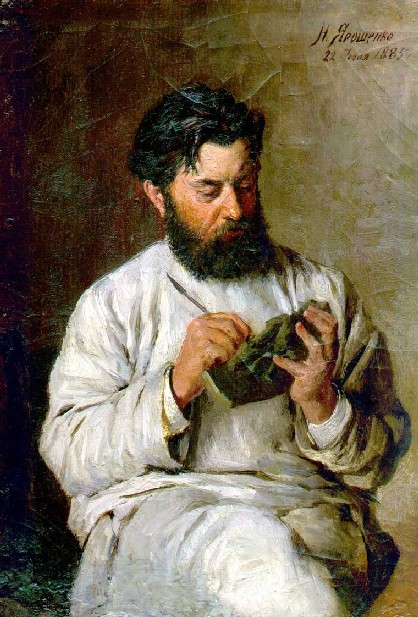
Скульптор Леонід Позен, 1885
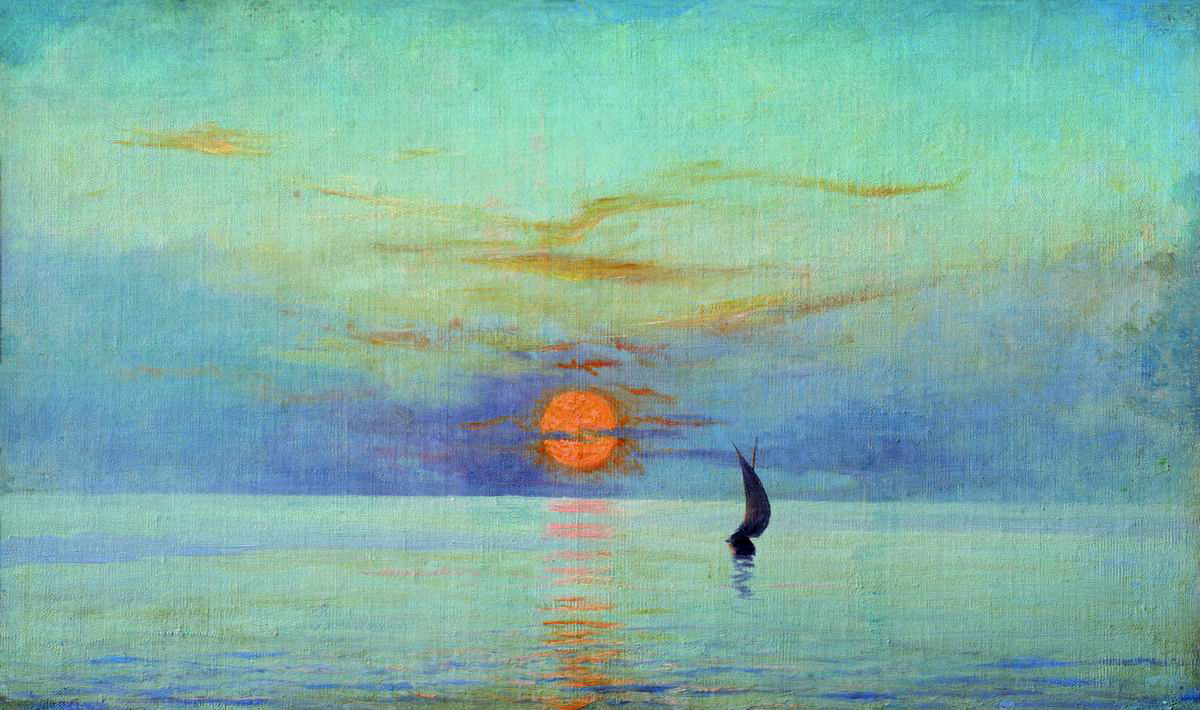
«Захід сонця», 1880-ті
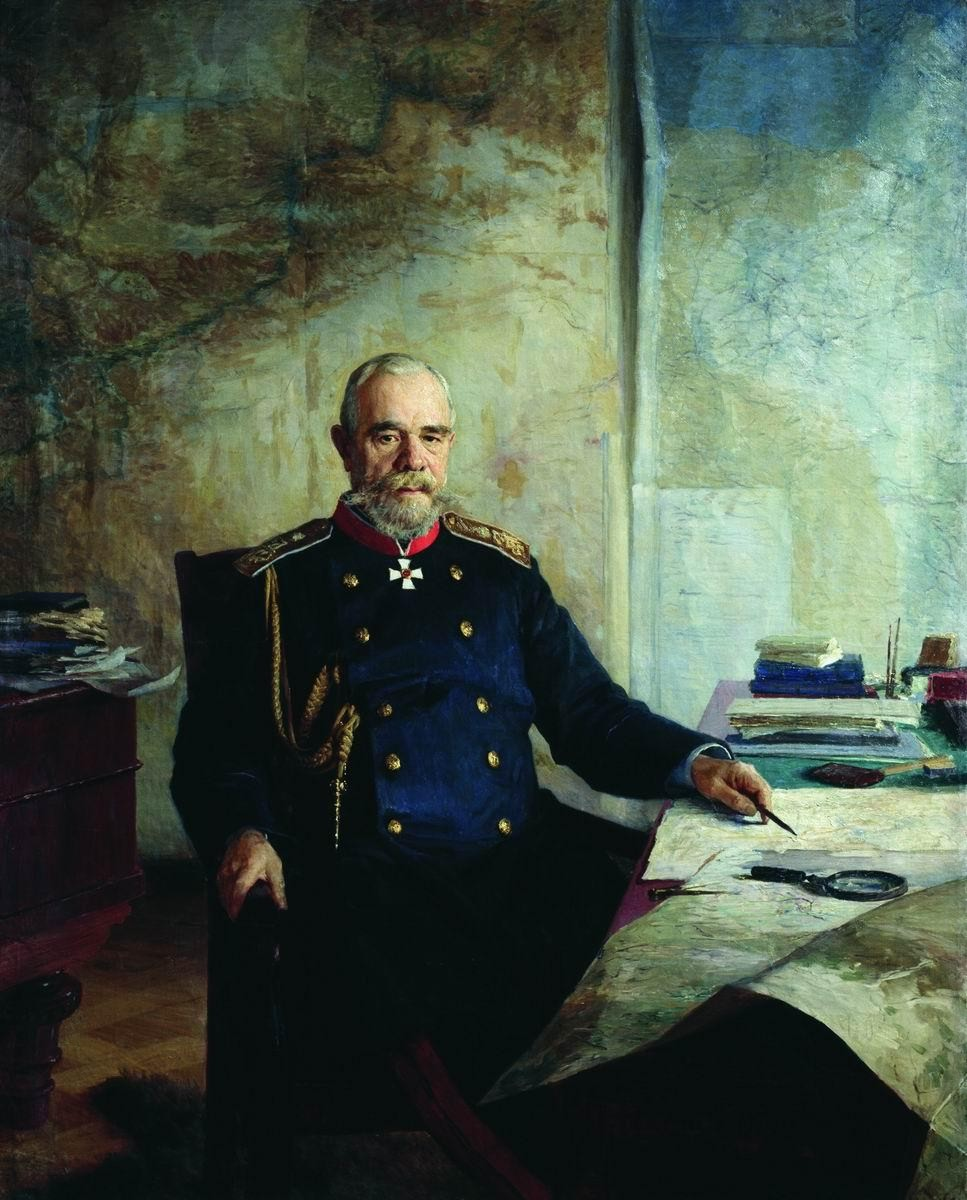
Микола Обручев, 1898
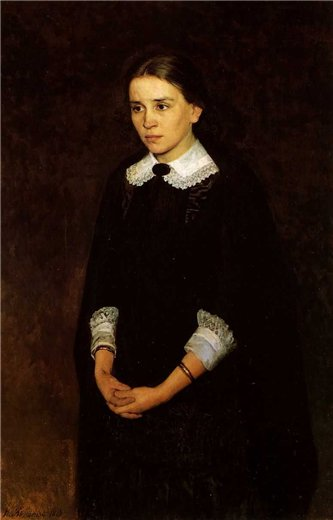
Акторка П. Стрепетова
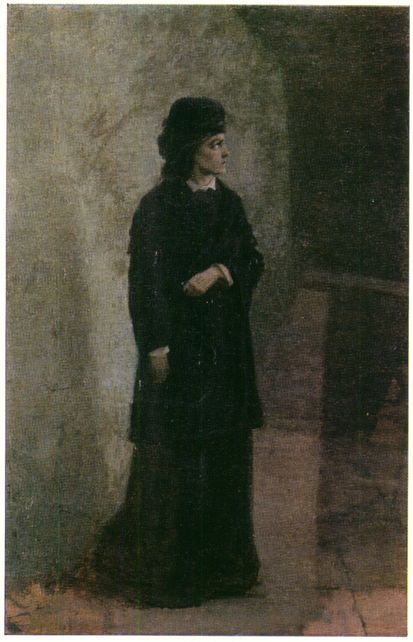
«Терористка», 1881, Музей-садиба художника Ярошенка, Кисловодськ, Росія
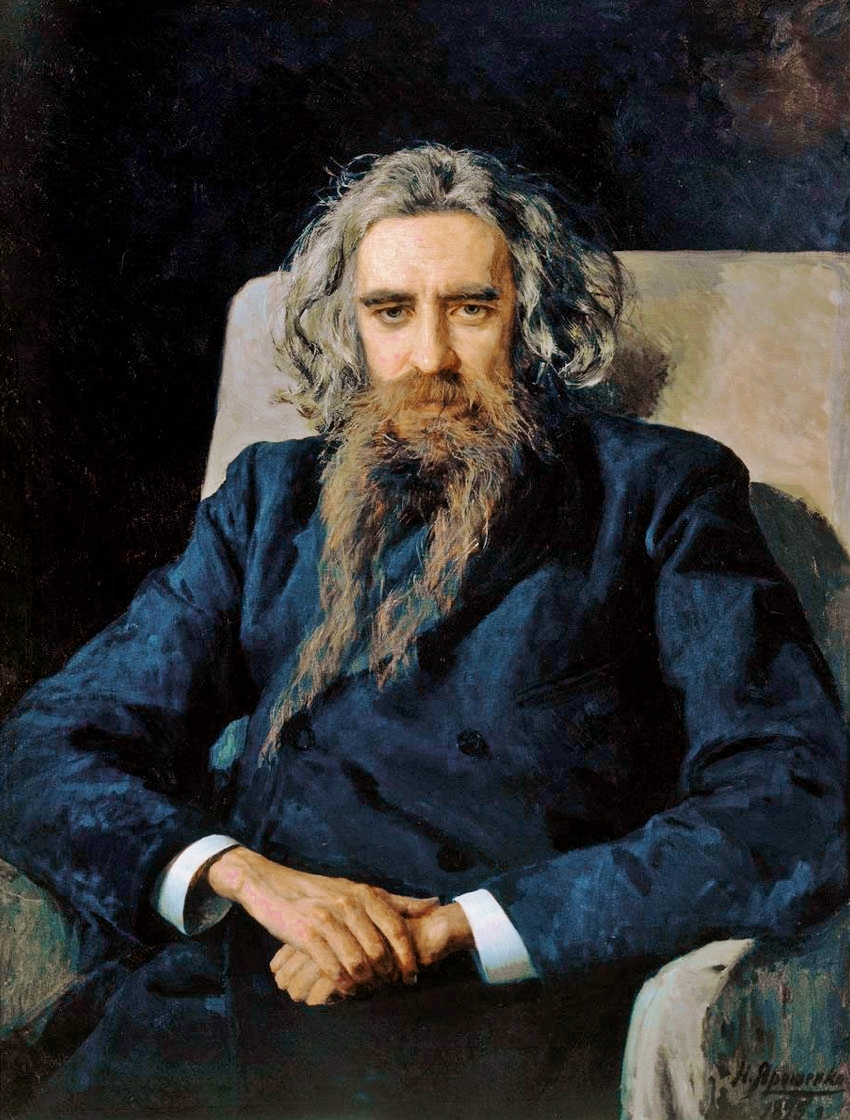
«Володимир Соловйов», 1892
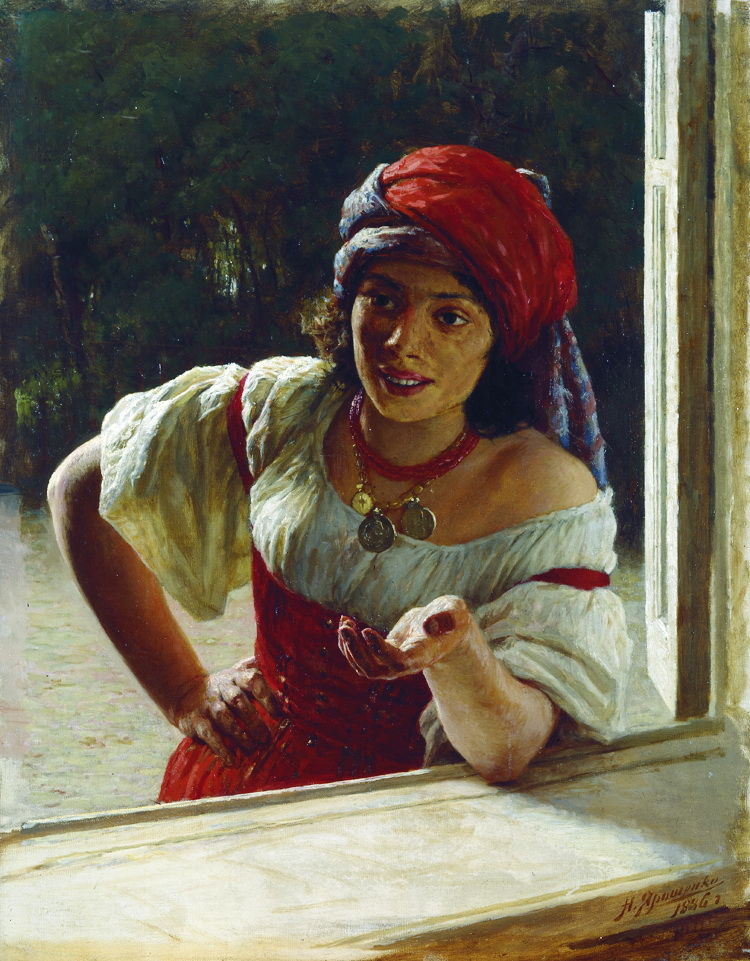
«Циганка»
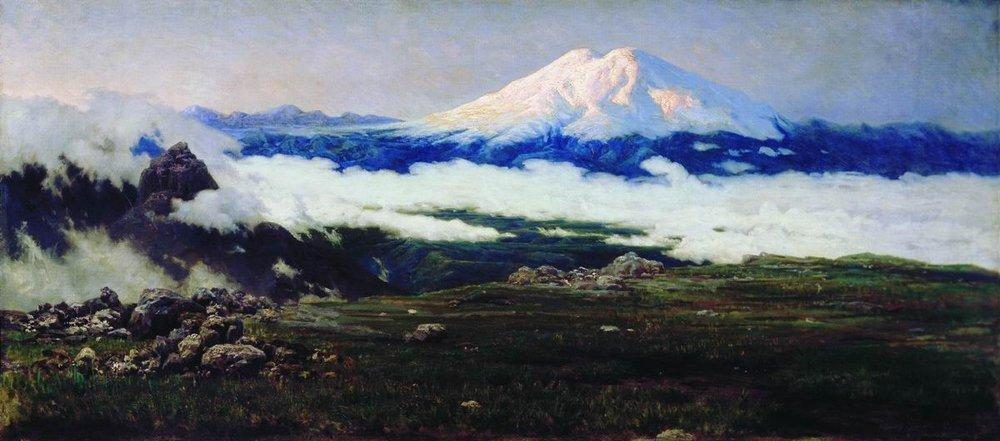
Шат-гора (Ельбрус)
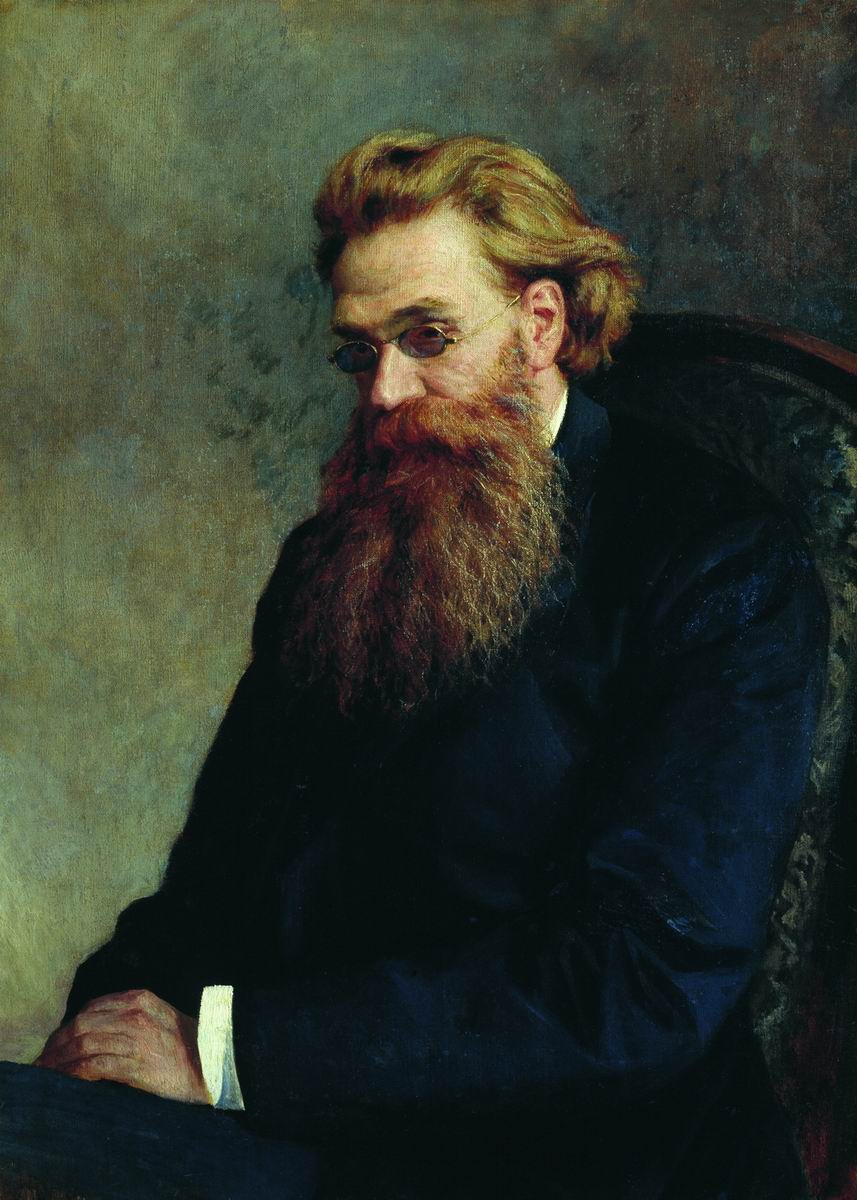
«Портрет вченого Олександра Герда»
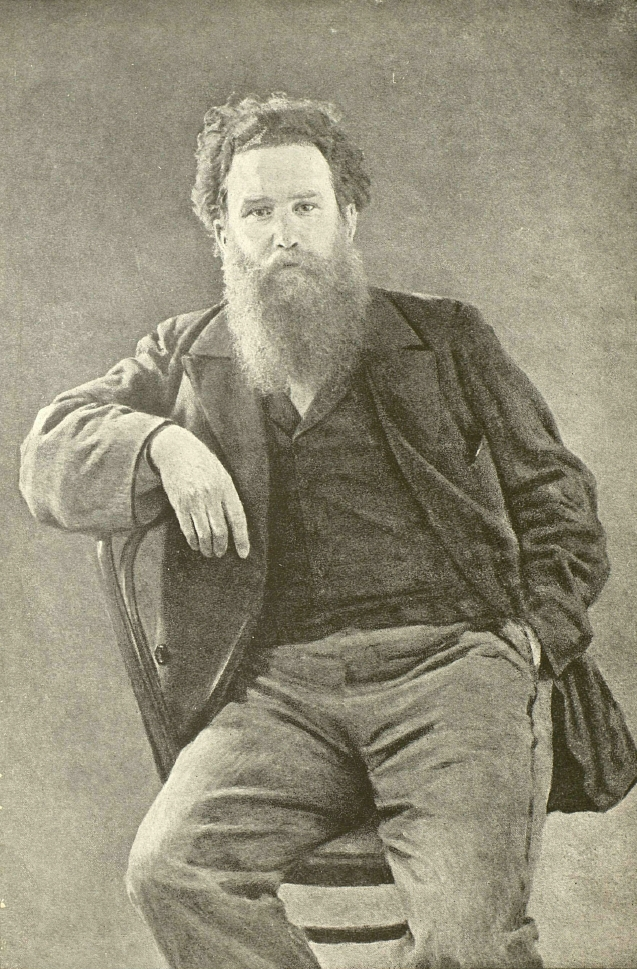
Портрет Володимира Короленка